# Загоровський Микола Олександрович
Мико́ла Олекса́ндрович Загоро́вський (1893—1934) — український гідробіолог і зоолог, професор Одеського університету. Досліджував планктон Чорного моря і його лиманів.
Син правознавця професора Олександра Загоровського, брат репресованого історика Євгена Загоровського.

## Життєпис
У 1916 році закінчив Одеський університет, де відтоді працював з перервами. У 1930—1933 роках — керівник сектора фауністики та екології Одеської філії Науково-дослідного Зоолого-біологічного інституту. Від 1933 року — завідувач кафедри гідробіології Одеського університету.